# 7370 Krasnogolovets
7370 Krasnogolovets este un asteroid din centura principală de asteroizi.

## Descriere
7370 Krasnogolovets este un asteroid din centura principală de asteroizi. A fost descoperit pe 27 septembrie 1978 la Observatorul astrofizic din Crimeea de Liudmila Cernîh. Asteroidul prezintă o orbită caracterizată de o semiaxă mare de 2,68 ua, o excentricitate de 0,03 și o înclinație de 4,0° în raport cu ecliptica.